# Plagodis diffusaria
Plagodis diffusaria là một loài bướm đêm trong họ Geometridae.